# Света Троїця (Домжале)
Света Троїця (словен. Sveta Trojica) — поселення в общині Домжале, Осреднєсловенський регіон, Словенія. 
Висота над рівнем моря: 482,2 м.